# Double Diamond Burton Pale Ale
Double Diamond Burton Pale Ale — разновидность английского пейл-эля, впервые сваренная в 1876 году компанией Samuel Allsopp & Sons. Являлась одним из самых популярных сортов пива в Великобритании в 1950-х, 1960-х и 1970-х годах.

## История
Пивоваренная компания Samuel Allsopp & Sons базирующаяся в городе Бертон-апон-Трент впервые сварила Double Diamond в 1876 году в качестве разновидности индийского пейл-эля. в 1935 году Allsopp объединились с компанией Ind Coop. Бутилированный Double Diamond начал активно рекламироваться с 1946 года, к концу десятилетия став одним из четырёх национальных сортов пива. В соответствии со взаимными торговыми соглашениями Ind Coope могла согласиться запастись пивом конкурирующей пивоваренной компании, если бы та заменила свои поставки марок Bass или Worthington на Double Diamond. В 1960-х была выпущена бочковая версия пива. В 1970-х годах с подачи Ind Coop была вновь запущена масштабная рекламная кампания пива, особенно на телевидении, с лозунгом: «Двойной бриллиант творит чудеса» (англ. «A Double Diamond works wonders»).
В 2003 году компания Carlsberg UK прекратила продажу пива в сетевой рознице (т. н. off-trade продажи), хотя продолжает выпускать его бочковой вариант. Позднее появилась информация, что мелкосерийное производство бутылочного варианта продолжается, поскольку это любимое пиво принца Филиппа, эту подтвердил бывший служащий королевского двора Пол Баррелл отметив, что Филип выпивал маленькую бутылочку пива каждый вечер. Бочковая версия пива в настоящее время известна как Double Diamond Pale — его крепость составляет 2,8%. Бочковая кондиционированная версия бутилированного Double Diamond с крепостью алкоголя 4.5%, под названием Ind Coop Burton Ale (впервые сваренная в 1976 году), в настоящее время производится компанией Carlsberg UK.